# Yusuke Goto
Yusuke Goto (født 23. april 1993) er en japansk fodboldspiller, som spiller for den japanske fodboldklub Oita Trinita.